# Lina Polito
Lina Polito (Napoli, 24 agosto 1954) è un'attrice italiana.

## Biografia
Inizia a recitare giovanissima in teatro, Eduardo De Filippo la scrittura per alcune commedie, sino a quando scoperta da Lina Wertmüller debutta nel cinema nel 1973, nel ruolo di Tripolina in Film d'amore e d'anarchia - Ovvero "Stamattina alle 10 in via dei Fiori nella nota casa di tolleranza...". Prosegue la sua carriera dividendosi tra cinema teatro e televisione, dove appare dai primi anni '70. Nel 1973 riceve la Targa Mario Gromo alla migliore attrice esordiente per Film d'amore e d'anarchia di Lina Wertmüller, poi il Nastro d'argento come migliore attrice esordiente, il David di Donatello e il premio Antonio De Curtis.
Ha al suo attivo anche alcuni ruoli da coprotagonista nelle fiction televisive, come Il marchese di Roccaverdina (1972) e Il marsigliese (1975).

## Filmografia

### Cinema
- Film d'amore e d'anarchia - Ovvero "Stamattina alle 10 in via dei Fiori nella nota casa di tolleranza...", regia di Lina Wertmüller (1973)
- Le farò da padre, regia di Alberto Lattuada (1974)
- Tutto a posto e niente in ordine, regia di Lina Wertmüller (1974)
- I guappi, regia di Pasquale Squitieri (1974)
- L'età della pace, regia di Fabio Carpi (1974)
- Salvo D'Acquisto, regia di Romolo Guerrieri (1975)
- Le deportate della sezione speciale SS, regia di Rino Di Silvestro (1976)
- Napoli... i 5 della squadra speciale, regia di Mario Bianchi (1978)
- Gegè Bellavita, regia di Pasquale Festa Campanile (1979)
- Pover'ammore, regia di Fernando Di Leo e Vincenzo Salviani (1982)
- Scusate il ritardo, regia di Massimo Troisi (1983)
- L'amara scienza, regia di Nicola De Rinaldo (1985)
- Ti presento un'amica, regia di Francesco Massaro (1987)
- Scugnizzi, regia di Nanni Loy (1989)
- Joe e suo nonno, regia di Giacomo De Simone (1992)
- L'amore molesto, regia di Mario Martone (1995)
- Le intermittenze del cuore, regia di Fabio Carpi (2004)
- La seconda volta non si scorda mai, regia di Francesco Ranieri Martinotti (2008)

### Televisione
- Vino e pane, regia di Piero Schivazappa (1973)
- Il sindaco del rione Sanità, regia di Eduardo De Filippo (1979)
- Fregoli (1981)
- Il marsigliese
- La squadra
- Il marchese di Roccaverdina
- Cronaca parallela
- Massimo e il minimo
- Il contratto, regia di Eduardo De Filippo (1981)
- Napoli-città e dintorni